# The Gulf Between
Pour plus de détails, voir Fiche technique et Distribution.
The Gulf Between est un film muet réalisé par Wray Bartlett Physioc, sorti en 1917. Il s'agit du premier film en Technicolor (premier procédé bichrome) et le quatrième film couleur.

## Synopsis
Une jeune femme, fille d'un capitaine de la marine, tombe amoureuse d'un jeune homme issu d'une famille riche qui n'approuve pas cette idylle.

## Fiche technique
Source principale de la fiche technique :
- Titre : The Gulf Between
- Réalisation : Wray Bartlett Physioc
- Scénario : Anthony Paul Kelly et J. Parker Read Jr.
- Photographie : Carl Gregory
- Production : C.A. Willat
- Société de production : Technicolor Motion Picture Corporation
- Distribution : Technicolor Motion Picture Corporation
- Pays de production :  États-Unis
- Format : Couleur (Technicolor) - Son : muet - 1,33:1 - Format 35 mm
- Genre :
- Durée : 40 minutes
- Date de sortie : 1917

## Distribution
Source principale de la distribution :
- Grace Darmond : Marie
- Niles Welch : Richard Farrell
- Herbert Fortier : Robert Farrell
- Charles Brandt : Captain Flag
- George De Carlton : Dutch
- Joseph Dailey : Cook
- Caroline Harris : Mrs. Farrell
- Virginia Lee : Millicent Dunston
- Violet Axzelle : Marie, as a child (comme Violet Axzell)
- J. Noa : Pete
- Louis Montjoy

## Critiques
Lors de sa sortie Photoplay Magazine s'est plaint que toutes les couleurs ont été réduites en vagues rouges et verts, et que « l'histoire est terne, banale, et interminable ».

## Autour du film
- Après des projections commerciales à Boston et New York en septembre 1917, le film entre en exploitation dans les grandes villes de la Côte Est des États-Unis en février 1918. Le procédé nécessite un matériel de projection spécifique et le calage des deux images filtrées en vert et en rouge est délicat. La projection avec le matériel de l'époque est scintillante et le moindre décalage crée un halo vert et rouge. La société travaille à un autre procédé couleur basé sur la synthèse soustractive. Ce procédé bichrome sera en exploitation de 1920 jusqu'en 1932 où apparaît le système Technicolor «  classique » trichrome.
- Premier film couleur de la firme Technicolor, The Gulf Between n'est pas le premier film couleur exploité commercialement.
- Le film fut tourné dans les environs de Jacksonville en Floride.
- The Gulf Between fait partie des films supposés disparus dont ne subsistent que quelques images.